# I love you love me love
I love you love me love er en dansk dokumentarfilm fra 1990, der er instrueret af Lasse Spang Olsen.

## Handling
Liveoptagelser med orkestret og Master Fatman, sidstnævnte i karakteristiske situationer: Arriverende i sin Opel Kaptajn med fire bodyguards af værste skuffe, i skumbad med sin yndlingspige, på sin røde Puch Maxi med en alt for tætsiddende styrthjelm, fodret med budding af friske spejderpiger... En mini-odyssé med Master Fatman.